# Songvår fyr
Songvår fyr (Songvaar) er et kystfyr på Hellersøy i Søgne kommune i Agder fylke i Norge, som blev tændt første gang 1. november 1888. Det første fyr var et lille træfyr. Selve fyrlygten var indbygget i det ene hjørnet af bolighuset.
Songvår fyr er ikke, som man kunne tro, placeret på en ø med navn Sognvår, ligger på Hellersøy, mens naboøen i nord hedder Songvår. I 1886 bestemte fyrdirektøren at fyret skulle hedde Songvaar fyr. Navnet er unikt, hvilket er ønskelig for fyr. Der findes flere Hellersøyer langs kysten og 5 bare i Søgne kommune.
Ud over fyrbygningen af træ, blev der bygget udhus med stald og lade, et oliedepot og bådehus med optræk. Fyrvogteren fik bidrag fra Jorddyrkningsfondet, og holdt en ko, nogle høns og et par får.

## Det andet fyr
I 1950 blev der bygget et nyt maskinrum på Songvår. Et nyt fyrtårn, 14 meter højt blev tilbygget i 1955. Linseapparatet fra 1888 blev flyttet med over i det nye tårn. Det gamle blev nedrevet og materialerne fragtet til land. Grundmuren står fortsat.
Songvår havde bofast familiebetjening frem til 1955, da der blev indført skifetordning. Fyrstationen blev betjent af fyrmester, to betjente plus reservebetjent.
Fyret blev automatiseret og affolket i 1987. Da blev driften lagt om til solcellepaneler og en del af maskinrummet blev omindnrettet til batterirum med en batteribank på 380 batterier. 40 solcellepaneler blev monteret i et stativ udenfor.

## Nutidens fyr
18. februar 2004 fik den da 118 år gamle fyrlygte afløsning og blev erstattet af en ny og moderne i et 9 meter højt plasttårn. Dagens fyrlygte drives af 6 solcellepaneler som er integreret i fundamentet og i sneskærme omkring lygten.

## Baggrunden for fyrplaceringen
Der har været mange forlis i det utrygge farvand mellem Ryvingen fyr ved Mandal og Oksøy fyr ved Kristiansand, en strækning på omkring 20 sømil i luftlinje. Den direkte foranledningen til at arbejdet med Songvår kom i gang, var at hvalkogeriet «Vardøhus» gik ned i 1887 med 46 mennesker om bord.

## Fauna
Hellersøy har et rigt fugleliv, og allerede i 1935 blev der indført visse værnebestemmelser. I 1981 blev øen fredet som fuglereservat efter Naturvernloven. Der er ilandstigningsforbud og forbud mod at gå udenom selve fyrområdet mellem 15. april og 15. juli.